# شاخ‌واش
شاخ‌واش‌ها (به انگلیسی: Hornworts) گروهی از  رویان‌داران بدون-آوند است از شاخه شاخ‌واش‌تباران (Anthocerotophyta).
شاخ‌واش‌تباران شاخه‌ای کوچک از گیاهان غیرآوندی، شامل تقریباً ۱۰۰ گونه است که دارای قاعده‌ای نسبتاً پهن و تعدادی پوشینهٔ بلندند که از رأس به‌صورت دوشاخه می‌شکافند.